# 293707 Govoradloanatoly
293707 Govoradloanatoly este un asteroid din centura principală de asteroizi.

## Descriere
293707 Govoradloanatoly este un asteroid din centura principală de asteroizi. A fost descoperit pe 16 august 2007 la observatorul astronomic din Andrușivka. Asteroidul prezintă o orbită caracterizată de o semiaxă mare de 2,28 ua, o excentricitate de 0,14 și o înclinație de 5,8° în raport cu ecliptica.